# Michel Domingue
Michel Domingue (Les Cayes, 1813 - Kingston, 24 de junho de 1877) foi o décimo-primeiro presidente do Haiti. Assinou um acordo de paz com a República Dominicana, que o congresso haitiano recusou-se a ratificar e promulgou nova constituição para o país, criando o cargo de vice-presidente para o qual nomeou seu sobrinho, Septimus Rameau Domingue, que foi presidente de fato do país durante seu mandato. Sua gestão desastrosa causou a revolta da população e provocou sua saída do governo, tendo se exilado na Jamaica até sua morte.